# Köbi Gantenbein
Köbi Gantenbein (* 25. Februar 1956 in Samedan) ist ein Schweizer Journalist und Buchautor. Er ist Mitgründer der Zeitschrift Hochparterre und war während 25 Jahren deren Chefredakteur und Verleger.

## Leben
Köbi Gantenbein ist in Malans im Kanton Graubünden aufgewachsen. Er hat bei der Bündner Zeitung das journalistische Handwerk gelernt, Soziologie an der Universität Zürich studiert und sein Studium mit einer Arbeit über die Grafik des Tourismus im Kanton Graubünden abgeschlossen. Er hat touristische Praxis als Etagenkellner, Golfcaddy, Skilehrer, Speisewagenkellner und Bademeister.
Nach dem Studium arbeitete er als Wissenschafter für den Schweizerischen Nationalfonds und war Reporter bei Schweizer Radio DRS. Während 15 Jahren war er Lehrer an der Schule für Gestaltung (heute Zürcher Hochschule der Künste), zuletzt als Leiter des Studienbereichs Design.
1988 gründeten Benedikt Loderer und er Hochparterre, die schweizerische Zeitschrift für Architektur, Planung und Design. 25 Jahre lang war er Chefredakteur und Verleger von Hochparterre. 2022 übergab er seine Aktien der Stiftung Mezzanin, die Hochparterres Mitarbeiterinnen und Mitarbeitern gehört. Er schreibt als Gastautor in der Tageszeitung Die Südostschweiz und in der Kulturzeitschrift Frida.
Seine Themen sind Landschaft, Planen, Bauen und Leben in den Alpen und Musik. Er ist Präsident der Kulturkommission des Kantons Graubünden und des Bündner Literaturpreises.
Er ist Musikant im Orchester Bandella delle Millelire.
Er ist verheiratet und lebt in Fläsch (Graubünden).

## Auszeichnungen
- 2001: Wölfflin-Medaille der Stadt Zürich für kulturelle Verdienste (Mit Hochparterre)
- 2007: Auszeichnung der Schweizerische Arbeitsgemeinschaft für die Berggebiete für seine Beiträge zu Planung und Architektur in den Alpen
- 2010: Anerkennungspreis des Kantons Graubünden[1]
- 2013: Zürcher Journalistenpreis für Leben und Werk

## Werke (Auswahl)
- 30 Bauten in Graubünden. Ein Führer zur Gegenwartsarchitektur. Hochparterre, Zürich 1996
  - erweitert als: Bauen in Graubünden. Ein Führer zur zeitgenössischen Architektur. ebd. 2006, ISBN 3-909928-08-0.

- Doppelstrick mit Aussicht: das Holzhaus von Liliane und Valentin Luzi-Brunner in Jenaz, entworfen von Peter Zumthor. Aus: Bündner Monatsblatt: Zeitschrift für Bündner Geschichte, Landeskunde und Baukultur. 4/2004, S. 303–308[2]
- Werdende Wahrzeichen. Architektur- und Landschaftsprojekte für Graubünden und Südtirol (mit Ariana Pradal). Springer, Wien 2007, ISBN 978-3-211-71243-6.
- mit Marco Guetg, Ralph Feiner (Hg.): Himmelsleiter und Felsentherme. Architekturwandern in Graubünden. Rotpunktverlag, Zürich 2009. ISBN 978-3-85869-396-9.
- Himmelsleiter und Felsentherme. Architekturwandern in Graubünden. Rotpunkt, Zürich 2009, ISBN 978-3-85869-396-9.
- Das Steinhaus für den Wein: der Alte Torkel in Jenins. Aus: Bündner Monatsblatt: Zeitschrift für Bündner Geschichte, Landeskunde und Baukultur. 1/2012, S. 86–97[3]
- mit Stephan Kunz: Ansichtssache: 150 Jahre Architekturfotografie in Graubünden. Scheidegger & Spiess, Zürich 2013. ISBN 978-3-85881-368-8
- Holzschopf und Betonklotz. Texte und Reden zur Architektur in Graubünden, Somedia, Chur, 2017, ISBN 978-3-906064-71-0
- Arkadien. Landschaften poetisch gestalten. Hochparterre 2018, ISBN 978-3-909928-34-7.
- Bauen in den Alpen: Klimavernünftige Architektur zwischen Ljubljana und Nizza. Edition Hochparterre, Zürich 2021 ISBN 978-3-90992-865-1 mit Fotografien von Ralph Feiner und Hans Danuser
- Auf Klimaspuren. Eine Expedition von Ilanz nach Genf. Edition Hochparterre, Zürich 2021 ISBN 978-3-909928-78-1